# Pinocembrina
La pinocembrina es una flavanona, un tipo de flavonoide. Es un antioxidante que se encuentra en la damiana, la miel, Boesenbergia rotunda, y el propoleo.
La pinocembrina se puede convertir biosintéticamente a pinobanksina por hidroxilación del carbono Nro. 3, adyacente a la cetona.